# ロミオ (雑誌)
『ロミオ』 (英：ROMEO) は、1996年から1999年まで出版されていた、ショタアンソロジーコミックシリーズである。

## 概要
1996年4月に一水社から、ショタ系アンソロジーコミックとして出版される。Vol.7からは、光彩書房からの発売となる。隔月刊。書籍形態のショタアンソロジーコミックス。成人向け漫画の表記は無いが、少年同士あるいは少年と成年男性の性行為を描いた作品が多く掲載されていた。1990年代後半の（エロ関係の）ショタブームを牽引したタイトルであるが、「児童買春、児童ポルノに係る行為等の処罰及び児童の保護等に関する法律」（児童ポルノ法）施行を数ヶ月後に控えた1999年8月刊のVol.21を以て突如休刊となる（児童ポルノ法とショタ本との関わりはショタコン#児童ポルノ法との関わりを参照）。
タイトル名『ロミオ』は、当時ショタキャラとして人気を誇っていた、アニメ『ロミオの青い空』の主人公ロミオから取られていると考えられる。「ロミオの青い穴」という名前の、『ロミオの青い空』を露骨にイメージした読者コーナーも存在していた。

## 主な連載作家
アンソロジーコミックスという特性上、単発作品が掲載されることが多いため、ここでは発刊数の1/3である7号以上に漫画が掲載された漫画家を記載する。
括弧内は代表作。単発作が多く特に代表作が無い場合は記載しない。
- 阿部川キネコ（Jenny Boy、少年科学探偵☆トキオ）
- えびっ子
- 大阪ぴえ郎
- おさない春太（ないものねだり症候群）
- 枯沢北（わかりにくい恋）
- 徳川雅子（ダイナマイト夏少年!）
- Dr.天（恋する俺様）
- 速瀬みさき（子猫ちゃん辞典、極楽家の人々）
- 飛月まい
- まきはら十夜（墜チタ天ノ使イ、想うということ）
- 竜堂月也（ボクのご主人様）
- 若菜絹子